# Championnat du Sénégal de football de deuxième division 2010-2011
Navigation
Championnat du Sénégal de Ligue 2 2010 Championnat du Sénégal de Ligue 2 2011-2012
La saison 2011 du Championnat du Sénégal de football de Ligue 2 débute le 18 décembre 2010. C'est la 3e édition sous l'ère professionnelle. 16 clubs y participent.
Pour cette 3e édition, Il y aura une seule poule de 16 clubs contre 14 auparavant. 4 équipes ont été reléguées pour combler les deux ligues professionnelles à 16 équipes chacune. Le premier est finaliste du groupe sont promu en Ligue 1, tandis que les deux derniers du groupe rejoignent le championnat National 1.

## Compétitions

### Classement
Source :  sur le site de la LSFP.

| Rang | Équipe                        | Pts | J  | G  | N | P  | Bp | Bc | Diff |
| ---- | ----------------------------- | --- | -- | -- | - | -- | -- | -- | ---- |
| 1    | Institut Diambars             | 63  | 30 | 21 | 0 | 9  | 27 | 17 | +10  |
| 2    | ASC Yeggo                     | 56  | 30 | 18 | 2 | 10 | 25 | 16 | +9   |
| 3    | Olympique de Ngor             | 52  | 30 | 17 | 1 | 12 | 24 | 16 | +8   |
| 4    | Racing Club de Dakar P        | 47  | 30 | 15 | 2 | 13 | 22 | 17 | +5   |
| 5    | USDT Port R                   | 43  | 30 | 14 | 1 | 15 | 21 | 18 | +3   |
| 6    | Suneor                        | 40  | 30 | 13 | 1 | 16 | 20 | 18 | +2   |
| 7    | ETICS Mboro                   | 40  | 30 | 13 | 1 | 16 | 19 | 19 | 0    |
| 8    | Thiès FC                      | 39  | 30 | 13 | 0 | 17 | 18 | 18 | 0    |
| 9    | Stade Mbour R                 | 39  | 30 | 13 | 0 | 17 | 17 | 19 | -2   |
| 10   | Mbargueth                     | 38  | 30 | 12 | 2 | 16 | 17 | 20 | -3   |
| 11   | ASEC Ndiambour                | 38  | 30 | 12 | 2 | 16 | 17 | 21 | -4   |
| 12   | ASC Saloum R                  | 37  | 30 | 12 | 1 | 17 | 16 | 21 | -5   |
| 13   | AS Kaffrine                   | 36  | 30 | 12 | 0 | 18 | 15 | 20 | -5   |
| 14   | Renaissance sportive de YoffR | 34  | 30 | 11 | 1 | 18 | 14 | 20 | -6   |
| 15   | Génération Foot P             | 22  | 30 | 7  | 1 | 22 | 13 | 21 | -8   |
| 16   | Étoile Lusitana               | 22  | 30 | 7  | 1 | 22 | 13 | 21 | -8   |

Promotion en Ligue 1 2011-2012
- 1er et 2e

Relégation en National 1 2011-2012
- 15e au 16e

Abréviations
- R : Relégué de Ligue 1 2010
- P : Promus de National 1 2010